# 车耶
车耶（1971年12月—），云南勐腊人，哈尼族，无党派人士。中华人民共和国政治人物、第十三届全国人民代表大会云南省代表。

## 生平
曾任云南省西双版纳傣族自治州勐腊县人民医院副院长。2018年，车耶被选为云南省出席第十三届全国人民代表大会代表。2020年，因违反中央八项规定精神和廉洁自律规定，被责令辞去第十三届全国人民代表大会代表职务。